# Spadająca gwiazda (obraz Witolda Pruszkowskiego)
Spadająca gwiazda – obraz polskiego malarza Witolda Pruszkowskiego namalowany w 1884 roku. Znajduje się w zbiorach Muzeum Narodowego w Warszawie. 

## Historia
W połowie lat 70. XIX wieku w malarstwie Witolda Pruszkowskiego pojawiają się elementy tajemniczości. Poetycki, baśniowy nastrój widoczny jest w obrazach Noc świętojańska i Nimfy wodne. 
Wkrótce Pruszkowski zostaje uznany za pierwszego polskiego malarza symbolistę, przed Jackiem Malczewskim. Obraz Spadająca gwiazda uważano za opus magnum w twórczości artysty.
Dzieło zostało namalowane w 1884 roku w Mnikowie, podkrakowskiej wsi, gdzie artysta miał swój dom. W tym samym roku obraz był prezentowany w krakowskim Towarzystwie Przyjaciół Sztuk Pięknych, w Salonie Koła Literacko-Artystycznego, następnie w kolejnych galeriach, między innymi w Warszawie i Lwowie. Po szybkim sukcesie obraz został zapomniany i odkryty na nowo w latach 70. XX wieku, kiedy to wystawiono go m.in. w Paryżu, Kilonii, Stuttgarcie i Wuppertalu.

## Opis
Obraz przedstawia meteor uosobiony w postaci zmysłowego, kobiecego aktu, w niecodziennym ujęciu kompozycyjnym. Nieprzytomna kobieta przedstawiona jest od strony głowy. Całość rozmywa się w nierealistycznej przestrzeni sprawiając wrażenie, że postać zawieszona jest w powietrzu. 
Dużą rolę w obrazie gra światło, które sprawia wrażenie wydobywania się z wnętrza postaci. Emitowane z gwiazdy przydaje jej blasku oraz dodaje przedstawieniu baśniowej niezwykłości. 
Rozerwany sznur pereł może symbolizować pogardę dla bogactw świata. 
Obraz wykonany jest techniką olejną i ma wymiary 167,5 x 131,5 cm. Znajduje się na nim sygnatura: „Witold Pruszkowski w Mnikowie 1884 20 maja”. 